# Milan Indoor 1988
Il Milan Indoor 1988 è stato un torneo di tennis giocato sul sintetico indoor. È stata l'11ª edizione del Milan Indoor, che fa parte del Nabisco Grand Prix 1988. Si è giocato a Milano in Italia, dal 15 al 21 febbraio 1988.

## Campioni

### Singolare
Yannick Noah ha battuto in finale  Jimmy Connors per ritiro sul 4–4

### Doppio
Boris Becker /  Eric Jelen hanno battuto in finale  Miloslav Mečíř /  Tomáš Šmíd con il punteggio di 6–3, 6–3